# 米兰·诺维
米兰·诺维（捷克語：Milan Nový，1951年9月23日—），捷克男子冰球运动员。他曾代表捷克斯洛伐克参加1976年和1980年冬季奥林匹克运动会冰球比赛，其中1976年冬季奥运会获得一枚银牌。